# Agenium
Agenium je rod trava smješten u tribus Andropogoneae, još nije razvrstan ni u jedan podtribus. Postoje tri priznate vrste, trajnice iz Južne Amerike.

## Vrste
1. Agenium leptocladum (Hack.) Clayton
2. Agenium majus Pilg.
3. Agenium villosum (Nees) Pilg.